# ルカ・カルディローラ
ルカ・カルディローラ（Luca Caldirola, 1991年2月1日 - ）は、イタリア・ロンバルディア州モンツァ・エ・ブリアンツァ県デージオ出身のサッカー選手。ACモンツァ所属。ポジションはディフェンダー。

## 来歴

### クラブ
4歳でサッカーを始め、1999年よりインテルの下部組織に所属。プリマヴェーラにおいてはキャプテンを務めた。2009–10シーズンは時折トップチームに招集されるも公式戦の出場機会は得られず、2010–11シーズンは期限付き移籍でオランダ1部エールディヴィジのフィテッセでプレーした。
2011年7月、長友佑都のインテルへの完全移籍に際し、保有権の50パーセントがACチェゼーナに譲渡されたが、2011-12シーズンはインテルに籍を置くことになった。同年12月7日、チャンピオンズリーグのCSKAモスクワに途中出場し、トップチーム公式戦デビュー。年が明けた2012年1月4日、ブレシア・カルチョへのレンタル移籍が発表された。
2012年6月、インテルとチェゼーナの間で共同保有権が更新され、2012-13シーズンはチェゼーナでプレーすることになった。2013年1月、ブレシアへ再びレンタル移籍。
2013年6月、ヴェルダー・ブレーメンへ完全移籍。
2015年7月15日、SVダルムシュタット98にレンタル移籍した。
2019年1月30日、セリエBのベネヴェント・カルチョに5年契約で移籍した。
2021年7月17日、セリエBのACモンツァに2年契約で移籍した。